# Zamek w Kijowie
Zamek w Kijowie, łac. Arx Kiovia (zamek wojewodów kijowskich) – średniowieczny zamek drewniany w Kijowie.
Pierwszy drewniany zamek zbudowali Litwini na Górze Zamkowej w Kijowie w latach 1370–1380 wznosząc go nad dzielnicą Padół. Pod koniec XIV w. zwano go potocznie „litewskim”, ponieważ dźwignął go z ruin litewski książę Włodzimierz Olgierdowicz. Litwini po zdobyciu księstwa kijowskiego wznieśli na Rusi kijowskiej szereg zamków obronnych m.in. w Kijowie, Kaniowie, Czerkasach, Żytomierzu, Łucku, Ostrogu, Kamieńcu Podolskim, Bracławiu i Winnicy. Włodzimierz Olgierdowicz zbudował wielki drewniany zamek dla urzędów litewskich i zbrojnej załogi na tzw. późnej Kisielówce. Zamek ten aż do 1482 był jedyną częścią Kijowa zdolną do obrony przed Tatarami.
W 1535 kijowski horodniczy Iwan Służka przebudował zamek. Miał on potężne ściany wykonane z drewnianych bali, siedem trzypiętrowych wież, liczne otwory strzelnicze dla dział i rusznic. Do zamku prowadziły dwie bramy – „Wojewódzką” wiodącą w dół do dzielnicy Padół i „Drabska” prowadzącą na południe. Nowe miasto było otoczone drewnianymi umocnieniami z basztami i rowem o szerokości 25 stóp.
W chwili unii lubelskiej Litwy z Polską (1569) Ruś ukrainna przedstawiała step, pozbawiony ludności osiadłej, rolniczej.
To właśnie na starostach zamków królewskich – Kijowa, Białej Cerkwi, Kaniowa, Czerkas spoczywał późniejszy obowiązek zaludnienie ich i zagospodarowanie.
Konstytucja sejmu Rzeczypospolitej z 1607 postanowiła odbudować spalony w 1601 roku zamek w Kijowie (co nastąpiło w latach 1607–1617) i nakazała zbudowanie dwóch nowych zamków na Ukrainie i Litwie.
Dochody na utrzymanie zamku pochodziły z podatków płaconych przez miasto Kijów; od karczm, „jednej z wódką i kilku z miodem”, myta od handlu rybami, myta od kupców zajmujących się sprzedażą sukna, jedwabiu i siermięg, myta od sprzedaży zboża, a także podatku od soli.

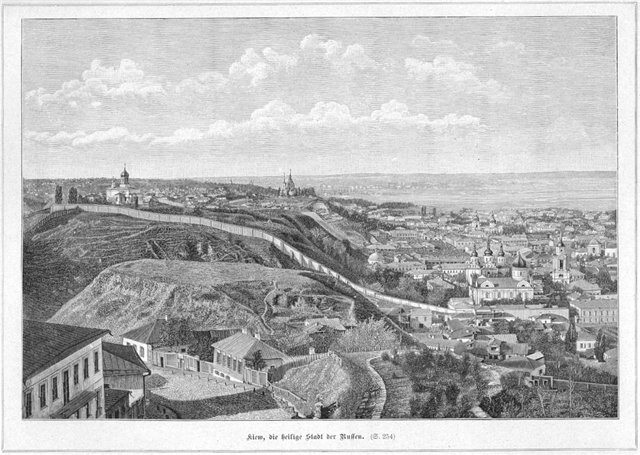
Podole – dzielnica Kijowa, po lewej stronie Wzgórze Zamkowe tzw. Kisielówka (1890)

W 1646 roku kasztelan Adam Kisiel wybudował na terenie zamku dwupiętrowy murowany budynek o charakterze reprezentacyjnym, a sama góra zaczęła być nazywana od jego nazwiska Kisielówką.
W nocy 11 grudnia 1648 wybuchło w Kijowie powstanie. Powstańcy opanowali zamek i ratusz. W kilkanaście dni później 23 grudnia 1648 do Kijowa wkroczył z wojskami Chmielnicki.
W toku dalszych walk Kijów kilkakrotnie przechodził jeszcze zmiany właściciela. Po zawartej z Kozakami Ugodzie zborowskiej w dniu 6 listopada 1649 roku Adam Kisiel ponownie objął we władanie zamek, gdzie prowadził rokowania z Bohdanem Chmielnickim przybyłym do miasta 7 grudnia. Po powrocie z sejmu wojewody Kisiela, na zamku od 13 marca 1650 roku ponownie prowadzone były rozmowy z Chmielnickim. Po wyjeździe wojewody z Kijowa we wrześniu 1650 roku, Adam Kisiel wjechał na zamek ponownie w grudniu 1651 roku po bitwie pod Beresteczkiem i Ugodzie w Białej Cerkwi i pozostał w nim do połowy 1652 roku
Po podpisaniu umowy w Perejasławiu w styczniu 1654 Ukraina z Kijowem wejść miała jako autonomiczna dzielnica w skład Rosji, w związku z czym w styczniu zamek został zajęty przez wojska moskiewskie. Wkrótce jednak stwierdzono, że dawna góra zamkowa nie spełnia już swojej roli strategicznej, ponieważ leży zbyt nisko w stosunku do Górnego Miasta, a poza tym pretensje zgłosił do niej metropolita prawosławny i zamku więcej już nie użytkowano. Zamiast zamku w związku z zagrożeniem tureckim zaczęto po 1670 roku umacniać inne miejsca wokół Kijowa. Na mocy rozejmu w Andruszowie Rzeczpospolita utraciła na rzecz Carstwa Rosyjskiego lewobrzeżną Ukrainę, ziemie smoleńską, siewierską, czernichowską i Kijów.
Zachowała się pamięć wśród kijowian, którzy na cześć wojewody Kisiela nazwali Górę Zamkową Kisielówką. Nazwa ta zachowała się do dzisiaj.

## Kasztelanowie kijowscy
- Paweł Sapieha – kasztelan kijowski w latach 1566–1580
- Michał Wiśniowiecki – starosta czerkaski i kaniowski (1559–1580),
bradawski (1580–1581) i kasztelan kijowski (1581–1584)
- Iwan Czaplic-Szpanowski – senator,
kasztelan kijowski, 1589–1607
- Jerzy Korybut Wiśniowiecki – ksztelan od 1607–1617
- Gabriel Hoscki – od 1618–1620
- Roman Hoscki – od 1632
- Marcin Kalinowski – ok. 1635
- Aleksander Piasoczyński – od 1636–1646
- Adam Kisiel od 5 lutego 1646 do 1652
ostatni kasztelan kijowski na zamku w Kijowie.